# Shining Force
Shining Force: The Legacy of Great Intention (シャイニング・フォース 神々の遺産 Shainingu Fōsu: Kamigami no Isan, traducción tentativa: "Escuadrón de la Luz: El Legado de los Dioses") es un videojuego del género SRPG, más conocido como Shining Force, y fue lanzado en 1992 en Japón y en 1993 en Europa y los Estados Unidos para la consola de 16-bit Mega Drive. El juego fue desarrollado por las compañías Climax Entertainment y Sonic! Software Planning, quien años más tarde se convertiría en Camelot Software Planning (quien actualmente desarrolla juegos para Nintendo) y es el segundo juego desarrollado por estas compañías, luego de Shining in the Darkness, del que mantiene algunos elementos como los objetos o los ataques mágicos, pero cambiando totalmente el sistema de juego.
En 2004 el juego fue relanzado por la compañía Amusement Vision para la consola portátil Game Boy Advance bajo el nombre de Shining Force: Resurrección del Dragón Oscuro. Con la nueva versión se incluyeron algunos cambios menores y extensiones en la trama y personajes nuevos, además de la posibilidad de aumentar la dificultad a medida que se terminaba el juego varias veces.

## Mecánica de juego
Las batallas del juego se llevan a cabo en distintos mapas divididos en cuadrículas. Hay dos tipos de personajes: aliados (controlados por el jugador) y enemigos (controlados por la máquina). Cada personaje ocupa una cuadrícula en el mapa y puede ir moviéndose a través de este. Los turnos son dados por la cantidad de puntos de agilidad que tengan los personajes.
Cada personaje tiene sus propias habilidades únicas como pueden ser el ataque con armas cuerpo a cuerpo o a distancia, usar magia ofensiva o de soporte para curar a un aliado o aumentar sus cualidades de combate. Además pueden utilizar algunos objetos para curar a un aliado (Medical Herb - Hierbas medicinales) o para escapar de la batalla (Angel Wing - Ala de ángel). Cada una de estas acciones le otorgará al personaje puntos de experiencia que le permitirán subir de nivel. Y mejorar sus habilidades: puntos de magia, de vida, ataque, defensa, agilidad y movimiento.
Además de sus habilidades de batalla, cada personaje también tiene una clase. La clase determina sus habilidades de lucha. Por ejemplo, un Mago, tenderá a tener menos puntos de vida, ataque, defensa pero más puntos mágicos y podrá usar magia ofensiva. En cambio, un Caballero tenderá a tener más puntos de vida, de ataque y defensa y carecerá de cualquier tipo de magia. Además, dependiendo de la clase, se podrá mejorar la misma en un proceso llamado Promoción, pudiendo un Mago convertirse en un Hechicero, o un Caballero en un Paladín, permitiendo eso mejorar aún más sus habilidades. Con la nueva clase, el personaje volverá al nivel 1 y perderá algo de sus habilidades, pero con la promoción, cuando suba de nivel ganará habilidades más rápido.
El objetivo de la batalla es derrotar a los enemigos, al líder de los enemigos o en ciertas ocasiones llegar a un determinado punto del mapa (una ciudad, por ejemplo). El jugador pierde la batalla si el líder, Max, es derrotado. También se puede escapar de la batalla a través del hechizo Egress (Egreso o Escape) o el uso de la Angel Wing por cualquiera de los personajes. Esta "hiuda" permitirá a los personajes ir acumulando progresivamente experiencia, que será muy necesaria en niveles avanzados.

## Historia
La historia comienza en Guardiana, donde un joven llamado Max, es enviado a la puerta de los Antiguos para evitar que los soldados del reino de Runefaust, comandados por Darksol, la abran y liberen al Dragón Oscuro, quien hace mil años había sido sellado y había jurado vengarse. Con un grupo de compañeros, llamados la Shining Force (Fuerza de la Luz), Max debe intentar detener a Darksol de su objetivo de resucitar al peligroso y poderoso Dragón Oscuro. Para eso deberá viajar por la tierra de Rune, y blandir la Chaos Breaker, para derrotar al ejército de Runefaust y conseguir la paz.
La historia se expande con la aparición de Shining Force: Resurrection of the Dark Dragon (remake, ver más abajo). En este, Narsha (princesa de Runefaust) se entera de que el Rey Ramdalu ha sido poseído por Darksol, y busca a la Shining Force para que colaboren juntos y lo liberen de esa maldición, junto a los personajes Zuika y Mawlock, también nuevos.

## Errores de traducción
El juego tiene numerosos fallos de traducción que vienen desde el japonés al inglés, omitiendo datos de gran importancia o nombrando mal a los personajes y sus habilidades. Por ejemplo, en su versión original japonesa se cuenta que Max apareció semi-ahogado en una playa cercana a Guardiana y fue encontrado por Lowe, quien se convertiría en su mejor amigo y compañero de batallas. Al momento de ser encontrado, el protagonista sufría de amnesia. A su vez, más tarde se revela que Max es hermano de Kane de Runefaust, y como se puede ver, en la traducción todos estos detalles fueron perdidos. En la versión norteamericana, Kane parece tener miedo de pelear contra Max, sin dar explicaciones de por qué, tal vez sugiriendo la hermandad que nunca es revelada.
Otros errores visibles son el cambio del nombre "Lug" (versión japonesa) a "Luke" (versión norteamericana), motivo que lleva a la confusión cuando se lo compara con "Luke" de Shining Force CD. El personaje "Kane" en algunas partes del juego aparece como "Cain", y la habilidad mágica "Demon Breath" es traducida como "Demon Blaze", cosa que no sucede en ninguno de los demás juegos de la saga.

## Remake
En 2004, apareció una recreación completa del título para Game Boy Advance titulada Shining Force: Resurrection of the Dark Dragon que fue localizada al español como Shining Force: Resurrección del Dragón Oscuro. Su traducción fue considerablemente mejor; sin embargo, este contiene aportes nuevos que contradicen la historia original. El juego presenta tres nuevos personajes (uno de los cuales durante la batalla puede usar "cartas"), tres nuevas batallas, dificultad que aumenta cada vez que se termina el juego y se lo vuelve a comenzar, y varias novedades.
El juego también permite al jugador planear eficazmente las batallas, ya que el orden de movimientos de los personajes estará determinado por su velocidad en el campo.

## Secuelas
Debido al éxito de este juego SRPG, se lanzaron nuevas versiones que complementaron o continuaron la historia, extendiendo lo que luego se llamó la "Saga de Guardiana". Las continuaciones y relanzamientos dieron pie a un gran número de juegos, que hacen complicado entender cual es la cronología temporal de las historias con respecto a los nuevos títulos, sumado a los nuevos personajes y explicaciones que incluso contradicen lo ya contado.
La continuación directa de la historia es el Shining Force Gaiden, bajo el subtítulo de "El viaje al País de los Dioses Malignos" (traducción tentativa), que cuenta cómo Anri se volvió la reina de Guardiana, y relata las aventuras de los jóvenes Lowe, Ken, Lug (mal traducido como "Luke" en Shining Force), Hans y Domingo, emprendiendo el viaje para enfrentarse a Woldol. En este juego se explica que Tao y Diane son hermanas de Wendy, dato que no aparece en Shining Force. La historia transcurre 20 años después de lo contado anteriormente (recordar que Shining Force viene a ser el segundo juego de la serie Shining, luego de Shining in the Darkness).
Las aventuras continúan con el Shining Force: The Sword of Hajya, con el subtítulo "El Dios Malvado Despierta" (traducción tentativa). El juego tiene lugar solo 2 meses después del anterior título, y cuenta la historia de Deanna y sus compañeros, los soldados de la armada de Cypress. Nick, Príncipe de Cypress, dejó su castillo para derrotar a Iom, una nación maligna. Él se va dejando la poderosa espada de Hajya, no pudiendo usarla debido a que su brazo se convirtió en piedra.
La consola Mega-CD presentó luego el Shining Force CD, que une las historias de los dos gaiden anteriores. El juego se presenta dividido en cuatro libros, los cuales van explorando detalles vistos en ambas historias, pero continuando aún más el relato, sobre todo en el último libro. El juego da la posibilidad también de controlar a personajes aparecidos en esta saga, como lo son la Reina Anri, Hanzo y Musashi.
En 1993 se presenta el juego Shining Force II, en la cual no hay una continuación clara de su predecesora, a excepción de ciertas escenas del juego, como unos libros que hablan de Max, Darksol y la Chaos Breaker.
En el año 1995 se edita solo en Japón el Shining Force Gaiden: Final Conflict, en la que se unen las historias del Shining Force I y el II, pero pasando por alto lo contado en los gaiden antes mencionados. Personajes conocidos de juegos anteriores que se presentan en esta historia son Max, Mishaela y Adam. Cuenta con la aparición también de algunos de los hijos del primer juego, como Mephisto (hijo de Darksol y Mishaela), Ian (hijo de Kane), y Eric (hijo de Elliot).
Hasta el momento hay alrededor de 17 versiones de este juego para distintas consolas, desde la Megadrive, Saturn y Game Gear de SEGA, la PlayStation 2 de Sony, y el Game Boy Advance de Nintendo.